# 벵골수리부엉이
벵골수리부엉이(Bengal eagle-owl)는 인도수리부엉이(Indian eagle-owl)로도 널리 알려져 있으며 인도 아대륙의 언덕이 많고 바위가 많은 관목 숲이 원산지인 큰 수리부엉이속이다. 갈색과 회색으로 튀겨져 있고 검은 작은 줄무늬가 있는 하얀 목덜미를 가지고 있다. 이전에는 수리부엉이의 아종으로 취급되었다. 보통 쌍으로 보여진다. 새벽과 황혼에 들릴 수 있는 깊은 울림이 있는 윙윙거리는 울음소리를 가지고 있다.

## 묘사
이 종은 종종 수리부엉이의 아종으로 간주되며 외모가 매우 유사하다. 얼굴 디스크는 표시가 없으며 검은색 테두리를 가지고 있는데, 이는 수리부엉이 형태에서 훨씬 약한 특징이다. 원뿔대의 밑 부분은 띠가 없고 갈색이다. 꼬리 띠는 검은색 띠보다 황갈색 띠를 더 넓게 가지고 있다. 접힌 날개에는 크고 창백한 견갑골 부분이 보인다. 안쪽 발톱이 가장 길다. 발가락의 마지막 마디는 깃털이 없다.
병아리는 약 2주 후에 어린 부엉이가 되기 전에 점박이 깃털로 점차 대체되는 흰색 솜털을 가지고 태어난다. 한 달 정도 지나면 기본적인 부엉이를 거치고 갈색의 어린 깃털을 가진다고 가정하며, 윗부분은 성체와 다소 비슷하지만 아랫부분은 솜털로 덮여 있다. 완전한 성체 깃털은 훨씬 나중에 가정한다.

## 분포
관목림과 옅은 숲에서 중간 숲에서 볼 수 있지만 특히 히말라야산맥 남쪽의 인도 아대륙 본토와 해발 1,500m 미만의 바위가 많은 곳 근처에서 볼 수 있다. 습한 상록수 숲과 극도로 건조한 지역은 피한다. 덤불로 덮인 바위 언덕과 협곡, 강과 개울의 가파른 둑은 사람들이 가장 좋아하는 서식지이다. 덤불이나 바위 돌출부의 은신처 또는 마을 근처의 두꺼운 망고나 비슷한 잎이 무성한 나무에서 하루를 보낸다.

## 행동생태학
깊은 울림을 주는 두 음의 울음소리가 특징적이고 수컷들은 주로 번식기인 해질녘에 이러한 "긴 울음소리"를 전달한다. 울음소리의 강도는 2월에 최고조에 달한다. 어린 새들은 딸깍 소리와 쌕쌕거림을 내고 자신들보다 더 크게 보이기 위해 날개를 뜬다. 둥지를 튼 어른들은 지그재그 패턴으로 날고 둥지에 접근하는 모든 잠재적인 포식자들(인간을 포함한)을 무리지어 다닐 것이다.
설치류를 잡아먹을 때는 먹이를 통째로 삼키기보다는 찢는다. 포획자들은 하루에 약 61g의 먹이를 먹는다.
둥지를 튼 시기는 11월부터 4월까지이다. 알은 서너 개이고 부드러운 질감의 크림색 흰색, 넓은 둥근 타원형이다. 그들은 흙 둑의 자연적인 움푹 들어간 곳, 절벽의 가장자리, 또는 평평한 땅에 있는 덤불의 은신처 아래에 맨땅에 눕혀진다. 둥지 장소는 매년 재사용된다. 알들은 약 33일 후에 부화하고 병아리들은 거의 6개월 동안 부모님에게 의존한다.

## 문화적으로
독특한 얼굴, 큰 앞을 향한 눈, 뿔 그리고 깊은 울림을 가진 이 큰 부엉이는 많은 미신과 관련이 있다. 다른 많은 큰 부엉이들처럼, 이 부엉이들은 불운의 새로 여겨진다. 집 꼭대기에서 전달될 경우 그들의 깊은 잊혀지지 않는 울음소리는 거주자의 죽음을 예감케 하는 것으로 여겨진다. 이 새들의 포획과 죽이는 것과 관련된 많은 의식 절차가 기록되어 있다. 살림 알리는 이 새들과 관련된 광범위한 미신에 주목하지만, 두 가지는 특히 널리 퍼져 있다고 언급한다. 하나는 만약 이 새가 며칠 동안 굶어 두들겨 맞은다면, 이 새가 사람처럼 말하면서 고통받는 사람의 미래를 예측하거나 부를 가져다 주는 반면, 다른 하나는 개울에 떨어졌을 때 뱀처럼 조류에 역행하여 움직이는 행운의 뼈를 찾기 위해 새를 죽이는 것과 관련이 있다는 것이다.